# Günter Riesebrodt
Günter Riesebrodt (* 14. Dezember 1911 in Lichtenberg bei Berlin; † 4. März 1989 in Berlin) war ein deutscher Politiker (CDU).

## Leben

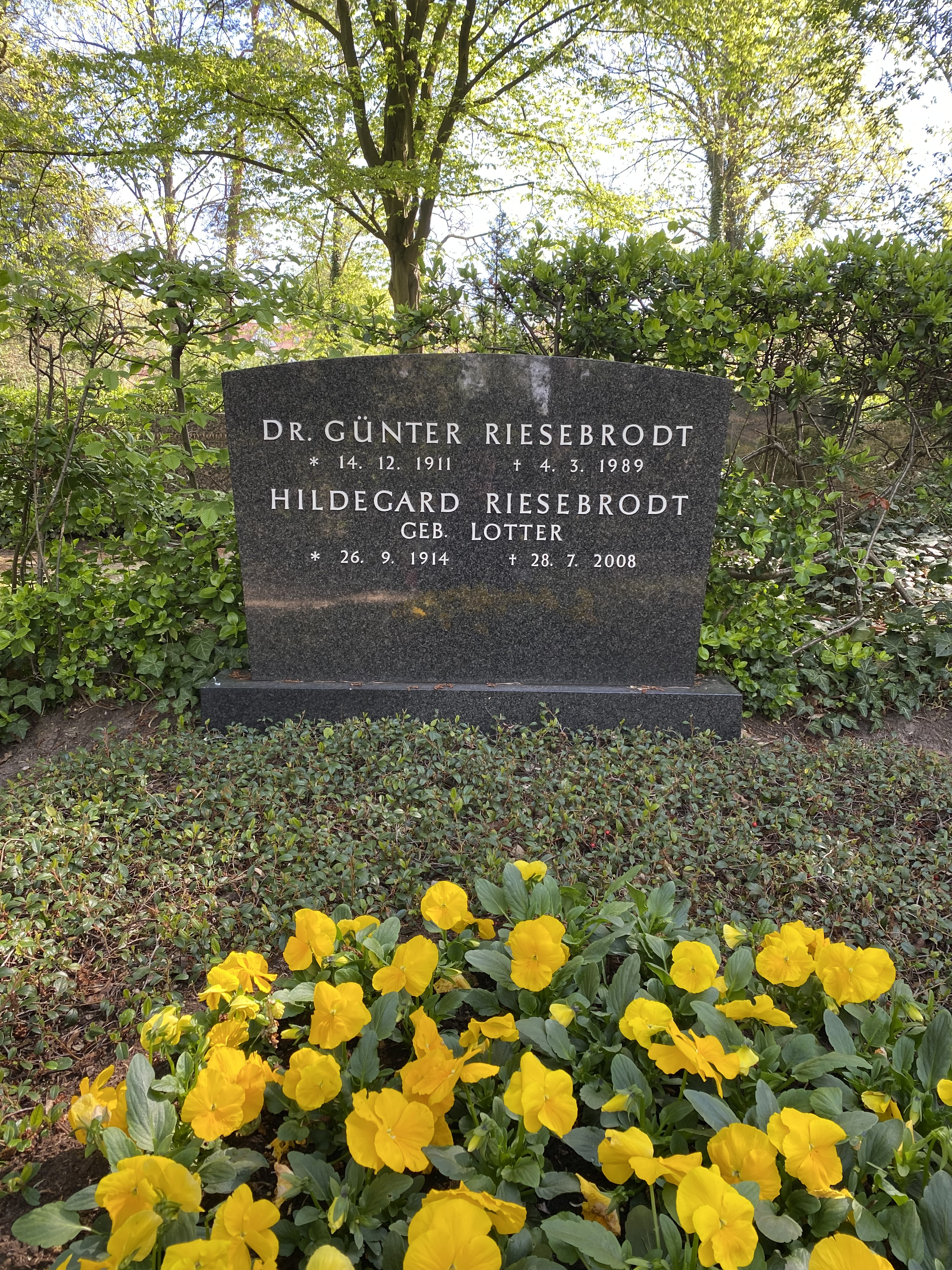
Grabstätte auf dem Friedhof Heerstraße

Riesebrodt wurde im Ortsteil Friedrichsfelde der damals noch selbstständigen Gemeinde Lichtenberg geboren. Er besuchte das Kant-Real-Gymnasium in Berlin-Karlshorst und studierte anschließend Rechts- und Staatswissenschaften in Berlin. 1934 wurde er von der Friedrich-Wilhelms-Universität verwiesen. Der Grund hierfür war, dass er stellvertretender Vorsitzender der Radikaldemokratischen Partei geworden war, einer 1930 entstandenen linken und antifaschistischen Abspaltung aus der Deutschen Demokratischen Partei (DDP), zu der die führenden deutschen Pazifisten Ludwig Quidde, Hellmut von Gerlach und Paul von Schoenaich  gehörten. Er setzte sein Jurastudium in Erlangen fort, wo er auch promovierte. Danach war er im kaufmännischen Bereich der C. Lorenz AG und bei Telefunken in Berlin beschäftigt.
1945 war Riesebrodt an der Gründung der Liberal-Demokratischen Partei Deutschlands (LDP) und gemeinsam mit seinem Vater Max Riesebrodt (1881–1951) auch an der Gründung der CDU in Friedrichsfelde beteiligt. Nachdem der Sozialdemokrat Franz Stimming auf Betreiben der KPD nach nur fünf Wochen Amtszeit von seinem Posten als Bezirksbürgermeister abgelöst wurde, war Riesebrodt von Juni 1945 bis Oktober 1946 faktisch der erste Nachkriegs-Bezirksbürgermeister von Berlin-Lichtenberg. In seiner Funktion als Bezirksbürgermeister war er im April 1946 an der Ausarbeitung des Entwurfs einer Vorläufigen Verfassung von Groß-Berlin beteiligt.
Nach seiner Zeit als Bürgermeister arbeitete er im Adressbuchverlag seines Vaters in Berlin-Wilmersdorf. Von 1954 bis 1958 war Riesebrodt geschäftsführender Landesvorsitzender der CDU Berlin und von 1958 bis 1971 Mitglied des Abgeordnetenhauses von Berlin.
Seine letzte Ruhestätte erhielt Günter Riesebrodt auf dem Friedhof Heerstraße.

## Ehrungen
Im März 2008 beschloss die Bezirksverordnetenversammlung Lichtenberg, einen neu angelegten Verkehrsweg im Ortsteil Berlin-Karlshorst nach Riesebrodt zu benennen.